# Josh Sinton

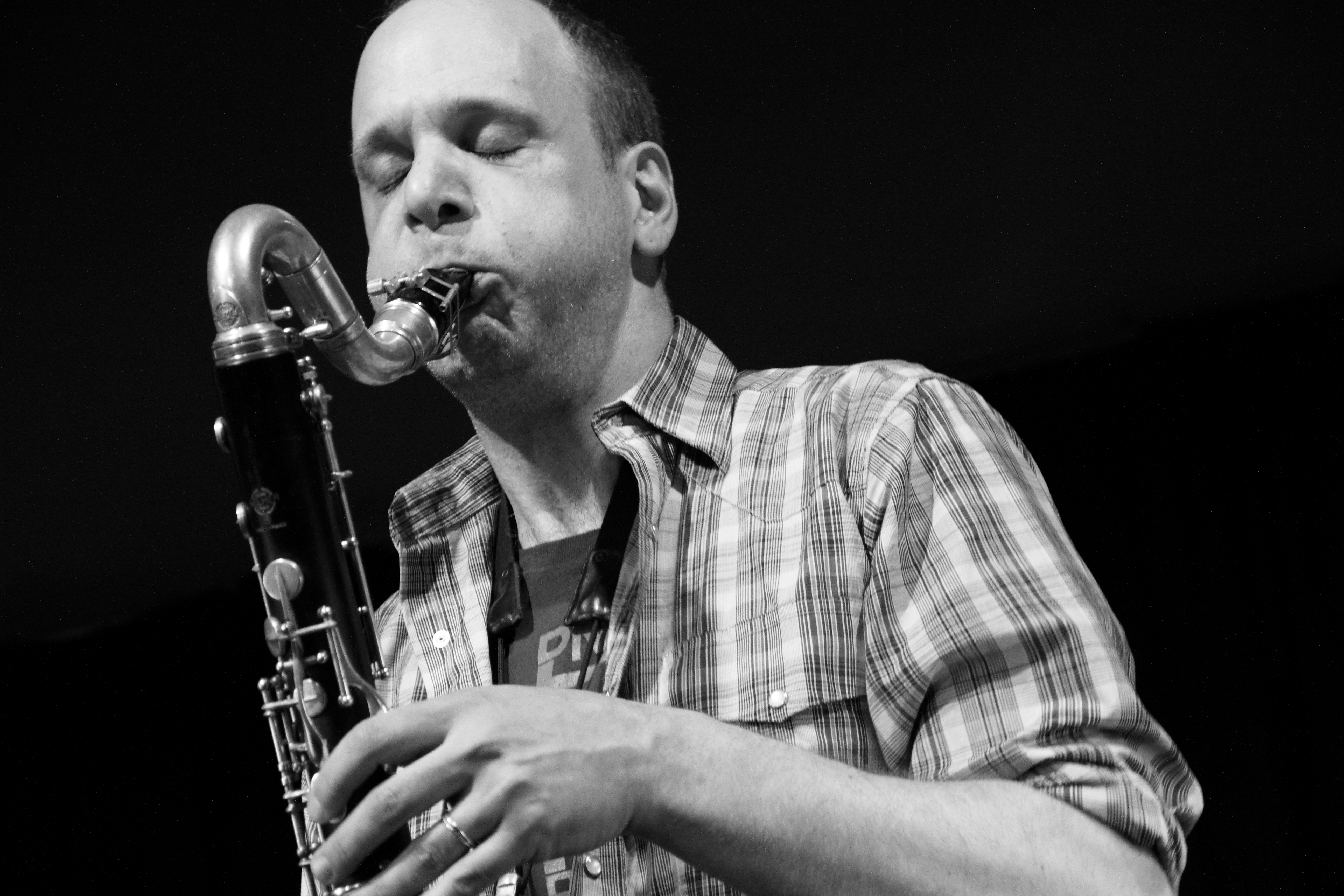
Josh Sinton, 2014

Josh Sinton (* 29. Oktober 1971 in Massachusetts) ist ein US-amerikanischer Jazz- und Improvisationsmusiker (Baritonsaxophon, Bassklarinette).

## Leben
Sinton wuchs in Pine Barrens (New Jersey) auf und spielte auf der Highschool zunächst Piano, Posaune und Klarinette, bevor er zum Altsaxophon wechselte. Er studierte Komposition und Musikethnologie an der University of Chicago, hatte Unterricht bei Ari Brown und Ken Vandermark. Nach verschiedenen Tagesjobs setzte er 1999 sein Studium am New England Conservatory fort, u. a. bei Steve Lacy, Ran Blake, Jerry Bergonzi und Dominique Eade. Seit Mitte der 2000er Jahre arbeitet er mit Kirk Knuffke, Adam Hopkins und Tomas Fujiwara im Steve-Lacy-Projekt Ideal Bread, ferner mit Anthony Braxton, Jon Irabagon, Nate Wooley und mit Darcy James Argues Secret Society (Infernal Machines 2009). Mit Dave Ballou, Roy Campbell und Tony Malaby trat er 2013 bei einem Tributkonzert für Joe Maneri auf.  Beim Down Beat Critics Poll 2020 wurde er Sieger als Rising Star in der Kategorie Baritonsaxophon. Sinton leitete 2020 das Trio What Happens in a Year mit Todd Neufeld (Gitarre) und Giacomo Merega (Bass).

## Diskographische Hinweise
- Ideal Bread: The Ideal Bread (KMB Jazz, 2007)
- Ideal Bread: Transit – Vol. 2 of the Music of Steve Lacy (Cuneiform Records), mit Reuben Radding
- Josh Sinton / Trio Caveat: Introspective Athletics/Pine Barren (2011)
- Nate Wooley Quintet: (Put Your) Hands Together (Clean Feed Records, 2011), mit Eivind Opsvik, Harris Eisenstadt, Matt Moran
- Josh Sinton & Tony Falco: Internal Combustion (FIP, 2012)
- Anthony Braxton: Creative Music Orchestra (NYC) 2011 (New Braxton House, 2012)
- Slow Learner (Iluso, 2017), mit Jason Ajemian, Chad Taylor
- Signal Gain (2015), mit Dominic Lash, Ingrid Laubrock, Kyoko Kitamura, Nate Wooley, Alex Ward
- Field Recordings (2020) solo
- Couloir/Practitioners Vol. 2 "W" (2023) solo